# Stazione di Rocca di Corno
Stazione di Rocca di Corno vasútállomás Olaszországban, Antrodoco településen.

## Vasútvonalak
Az állomást az alábbi vasútvonalak érintik:
- Terni–Sulmona-vasútvonal

## Kapcsolódó állomások
A vasútállomáshoz az alábbi állomások vannak a legközelebb:
- Stazione di Sella di Corno
- Stazione di Rocca di Fondi